# 晁娜
晁娜（1980年3月13日—）是一名中国女子游泳运动员，主攻自由泳项目。
她在1996年夏季奥林匹克运动会中，参加了女子4×100米自由式接力比赛并获得银牌。她于2002年退役。